# 343 Ostara
343 Ostara là một tiểu hành tinh ở vành đai chính. Nó được Max Wolf phát hiện ngày 15.11.1892 ở Heidelberg, và được đặt theo tên Ostara, tên tiếng Đức cổ của Eostre, nữ thần mùa xuân của người Anglo-Saxon (theo Jacob Grimm trong quyển Deutsche Mythologie [H] (thần thoại Đức)).